# Monique van de Ree
Monique van de Ree (Willemstad, Moerdijk, Brabant del Nord, 2 de març de 1988) és una exciclista neerlandesa professional des del 2007. El 2020 es va retirar.

## Palmarès
- 2006
  -  Campiona dels Països Baixos júnior en ruta
- 2012
  - 1a a l'A través de Flandes
- 2015
  - 1a a la Parel van de Veluwe